# Motherwell and Wishaw (circonscription du Parlement écossais)
Circonscription parlementaire du Parlement écossais
La circonscription de Motherwell and Wishaw est une circonscription électorale écossaise crée en 1999.

## Liste des députés
| Élection | Député         | Parti | Parti        |
| -------- | -------------- | ----- | ------------ |
| 1999     | Jack McConnell |       | Travailliste |
| 2003     | Jack McConnell |       | Travailliste |
| 2007     | Jack McConnell |       | Travailliste |
| 2011     | John Pentland  |       | Travailliste |
| 2016     | Clare Adamson  |       | SNP          |

## Résultats des deux candidats arrivés en tête
| Élection | Candidat arrivé 1er | Parti  | Parti        | Score           | Candidat arrivé 2e | Parti | Parti        | Score  |
| -------- | ------------------- | ------ | ------------ | --------------- | ------------------ | ----- | ------------ | ------ |
| 1999     | Jack McConnell      |        | Travailliste | 45,9 %          | Jim McGuigan       |       | SNP          | 29,3 % |
| 2003     | Jack McConnell      | 54,1 % | Travailliste | Lloyd Quinan    | 17,8 %             |       | SNP          |        |
| 2007     | Jack McConnell      | 48,1 % | Travailliste | Marion Fellows  | 25,4 %             |       | SNP          |        |
| 2011     | John Pentland       | 43,8 % | Travailliste | Donald Crichton | 41,4 %             |       | SNP          |        |
| 2016     | Alasdair Allan      |        | SNP          | 52,5 %          | John Pentland      |       | Travailliste | 31,1 % |